# الخماش (الخبت)

تعديل مصدري - تعديل

الخماش هي إحدى قرى عزلة الشعافل العليا بمديرية الخبت التابعة لمحافظة المحويت، بلغ تعداد سكانها 530 نسمة حسب تعداد اليمن لعام 2004.